# 光果莸
光果莸（学名：Caryopteris tangutica）为唇形科莸属下的一个种。

## 扩展阅读
維基物種上的相關：光果莸